# Piptocephalis tieghemiana
Piptocephalis tieghemiana är en svampart som beskrevs av Matr. 1900. Piptocephalis tieghemiana ingår i släktet Piptocephalis och familjen Piptocephalidaceae.   Inga underarter finns listade i Catalogue of Life.